# Emily Zinger
Emily Zinger Jewel (12 de febrero de 1999) es una jugadora de voleibol estadounidense que juega en Regatas Lima, un equipo peruano.

## Carrera profesional

### EnUniversidad de San Francisco(2017-20)
Jugó 69 partidos, 59 de ellos como titular. Contó con 538 remates, 170 bloqueos (154 asistencias de bloqueo y 16 bloqueos en solitario), 99 excavaciones. Ocupó el segundo lugar en remates (232) y bloqueos totales (82) como estudiante de segundo año en 2018 y estudiante de tercer año en 2019 con 305 remates y 80 bloqueos. Jugó tanto voleibol de interior como voleibol de playa.

### EnNorth Carolina Tar Heels(2021-2022)
Se unió en la temporada de primavera de 2021.
Jugó 10 partidos, 7 como titular, con 39 apariciones en sets.
Acumuló 29 bloqueos, 70 remates, 41 excavaciones y cuatro ases de servicio.
Registró un récord personal de 11 excavaciones.
Tuvo un récord de temporada de 14 remates en cinco sets.

### EnOberbank SteelVolleys Linz-Steg(2024)
Logró el subcampeonato en 2024.

### EnRegatas Lima(2025)
Es la máxima anotadora de la Liga Peruana de Vóley Femenino 2024-25 con 383 puntos. 
Tiene 39 puntos de bloqueos y más valiosa (MVPs) con 6 MVPs

## Datos personales
Es hija de Amy y Travis Zinger.